# Tricentra flavicurvata
Tricentra flavicurvata là một loài bướm đêm trong họ Geometridae.